# 楊愛
楊愛（1464年—1517年），字敬夫，第26任播州土司，活躍於明朝中葉。
楊愛是前任土司楊輝的次子。其母俞氏是楊輝的正妻，因無子，楊輝娶思南田氏為妾。田氏為楊輝誕下一子楊友。不久之後，俞氏也為楊輝生下了楊愛。俞氏去世後，因楊輝寵愛田氏，希望立楊友為嗣，但遭到群臣反對而沒有成功。
成化十一年（1574年），父親楊輝退位，由他繼任土司，明憲宗授予他播州宣慰使的官職。因年幼，由楊輝和田氏代行朝政。楊輝派兵襲擊了重安、容山二长官司所属的大坝山一带，並捏造了楊友的戰功，因而楊友被明朝冊封為安寧宣撫使，管理這一帶。
成化十二年十二月，楊愛遣長官鄭旭等進貢馬匹。成化十七年二月，遣使貢馬。成化十九年九月，再遣使貢馬。成化二十年三月，遣使進貢馬匹及金銀器。成化二十一年十二月，遣白泥正長官楊玉等貢馬及方物。
楊愛和楊友長期不和，為了奪取播州土司之位，楊友舉報了楊愛擅自殺戮、僭越等五大罪狀。成化二十二年九月，明朝讓他們來到重慶府接受調查成化二十三年三月，刑部左侍郎何喬新、錦衣衛指揮劉綱通過勘問得知了實情，楊愛擅殺、楊友陰謀奪嫡，皆是不可饒恕的罪名；楊愛因是世襲土官而姑且免罪，楊友遷發保寧府羈管。
成化十八年，播州與水西發生衝突。楊愛約見水西宣慰使安貴榮，以「講斷」（談判）的方式達成和解。
成化二十三年十二月，楊愛遣安撫猶滽等慶賀并謝恩。弘治二年七月，遣使朝賀並貢馬。弘治四年八月，遣頭目朝賀貢馬並銀器等物。弘治五年七月，遣長官蔣輔等賀萬壽聖節。弘治七年八月，因參與剿滅苗族叛軍，明廷賜敕獎諭。弘治八年六月，遣使朝貢。
正德四年，楊友自保寧府逃回安寧，縱兵攻劫播州。鎮廵官奏請會勦，竟以四川鄢藍盜起，而寢其事。此後，楊友攻掠各地，成為四川各府州縣的一大禍患。正德六年九月，楊愛參與討伐竄入四川境內的方四叛軍，被賜勑獎勵。
楊愛致仕後，其子楊斌繼任土司之位。正德十年六月，加授昭毅將軍，給誥命，仍賜麒麟衣一襲。正德十二年去世，楊斌以文臣之例希望為其守喪，但明武宗以楊斌「素得夷心，勿令守制，以弭邊患」為由不准其請，仍舊掌印管事且降勑獎勵之。
楊愛墓位於遵義市匯川區高坪街道以西1公里的高坪古墓群，1972年，考古學家對其進行發掘時，發現已經被盜嚴重，仅左室门外出土《修墓题记》一方。